# Wählergemeinschaft Unabhängiger Bürger
Die Wählergemeinschaft Unabhängiger Bürger (WUB) gründete sich 1974 im Berliner Bezirk Zehlendorf als eingetragener Verein.
Sie trat 1975 erstmals zur Bezirkswahl an und erreichte dabei 12,9 % der Wählerstimmen, nachdem der Landeswahlleiter vorher eine Kandidatur unabhängiger Einzelbewerber abgelehnt hatte und diese Möglichkeit erst per Klage erzwungen werden musste. Zwischenzeitlich stellte die WUB Zehlendorf zwei Stadträte bzw. 9 von 45 Abgeordneten der Bezirksverordnetenversammlung.
Als größter politischer Erfolg dürften die erzwungene Änderung der Berliner Verfassung hinsichtlich der Kandidatur von Bürgerinitiativen und die Verhinderung eines geplanten Straßentunnels im Zehlendorfer Ortskern und damit der Verlängerung der Westtangente von Rathaus Steglitz zum Zehlendorfer Kleeblatt gelten.
Nach der Bezirksfusion mit Steglitz wurde die Drei-Prozent-Hürde in Zehlendorf und in einigen Wahlkreisen in Steglitz zwar deutlich übertroffen, nicht jedoch im Gesamtbezirk. Die WUB löste sich daraufhin im Jahr 2001 auf.
Zu den Mitbegründern gehörte der Architekt Walther Grunwald.